# Heliocopris dominus
Espèce
Heliocopris dominus est une espèce de scarabées bousiers, parmi les plus grandes du monde, puisque ce scarabée peut mesurer jusqu'à 7 cm de longueur. On le trouve dans la péninsule indochinoise, jusqu'au Bengale et l'est de l'Inde.

## Description
Ce grand bousier est de couleur noir foncé d'apparence massive. Ses antennes sont très courtes et lamelliformes, avec des éléments permettant l'odorat. Son corps est large et arrondi avec des élytres fort chitineux et robustes et une grande corne sur le pronotum servant à rouler les matières fécales et à combattre les mâles rivaux. Les pattes antérieures ont subi des modifications étant larges et pourvues de denticules facilitant les travaux d'excavation et de manipulation des pelotes, ainsi que le creusement des tunnels. La tête, plate, est équipée d'un prolongement en forme de pelle qui n'est pas dentelée comme chez le bousier sacré.
La femelle ne pond que quatre œufs dans les galeries construites à cet effet. Ce sont les œufs les plus gros de tous les scarabées.

## Synonyme
- Heliocopris mouhotus Sharp, 1878[2]

## Illustrations

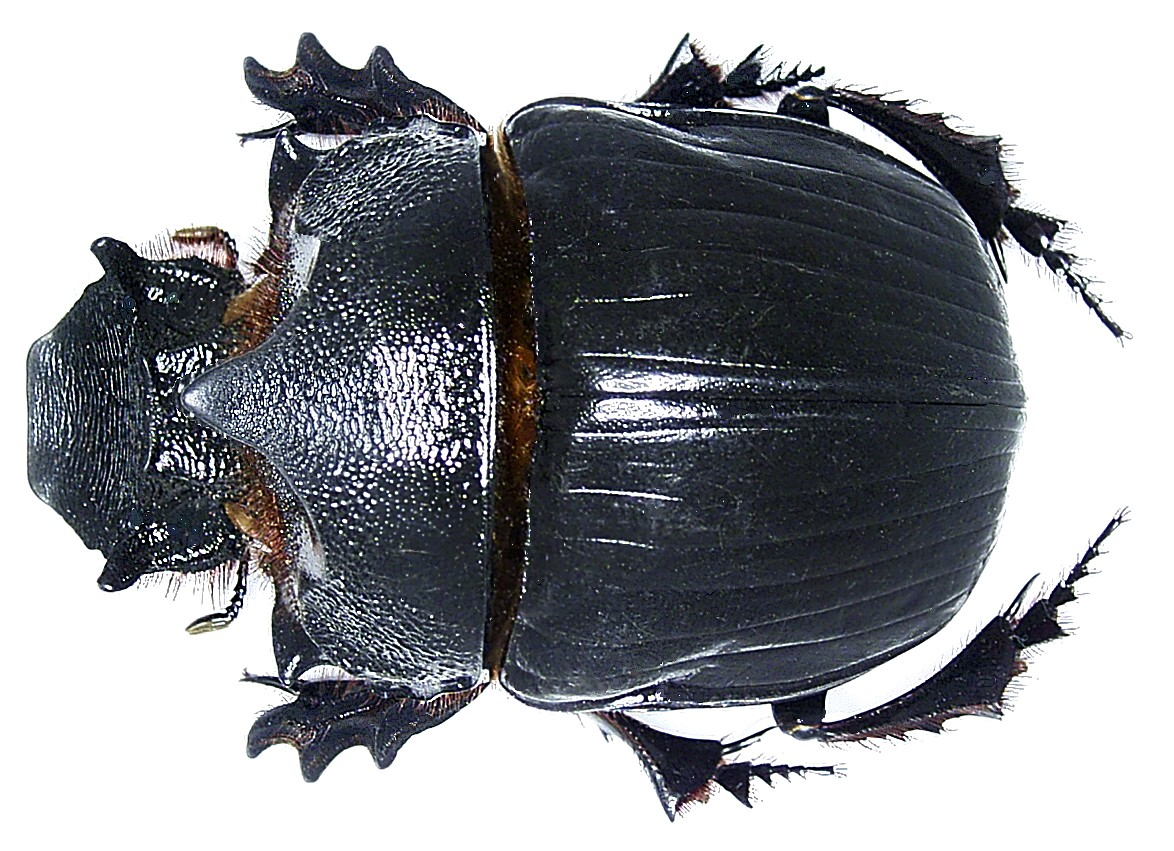
Vue d'un mâle
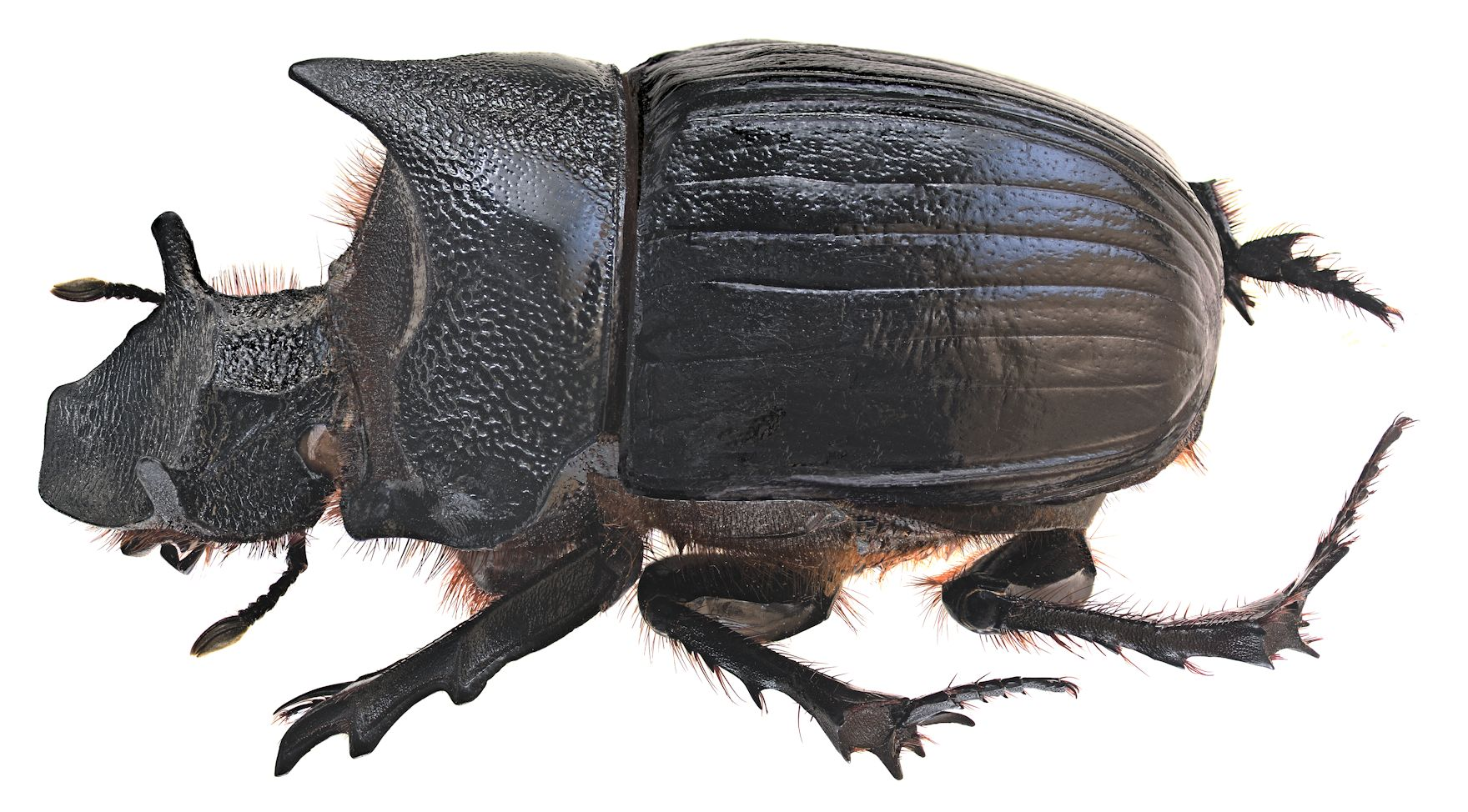
Vue d'un mâle
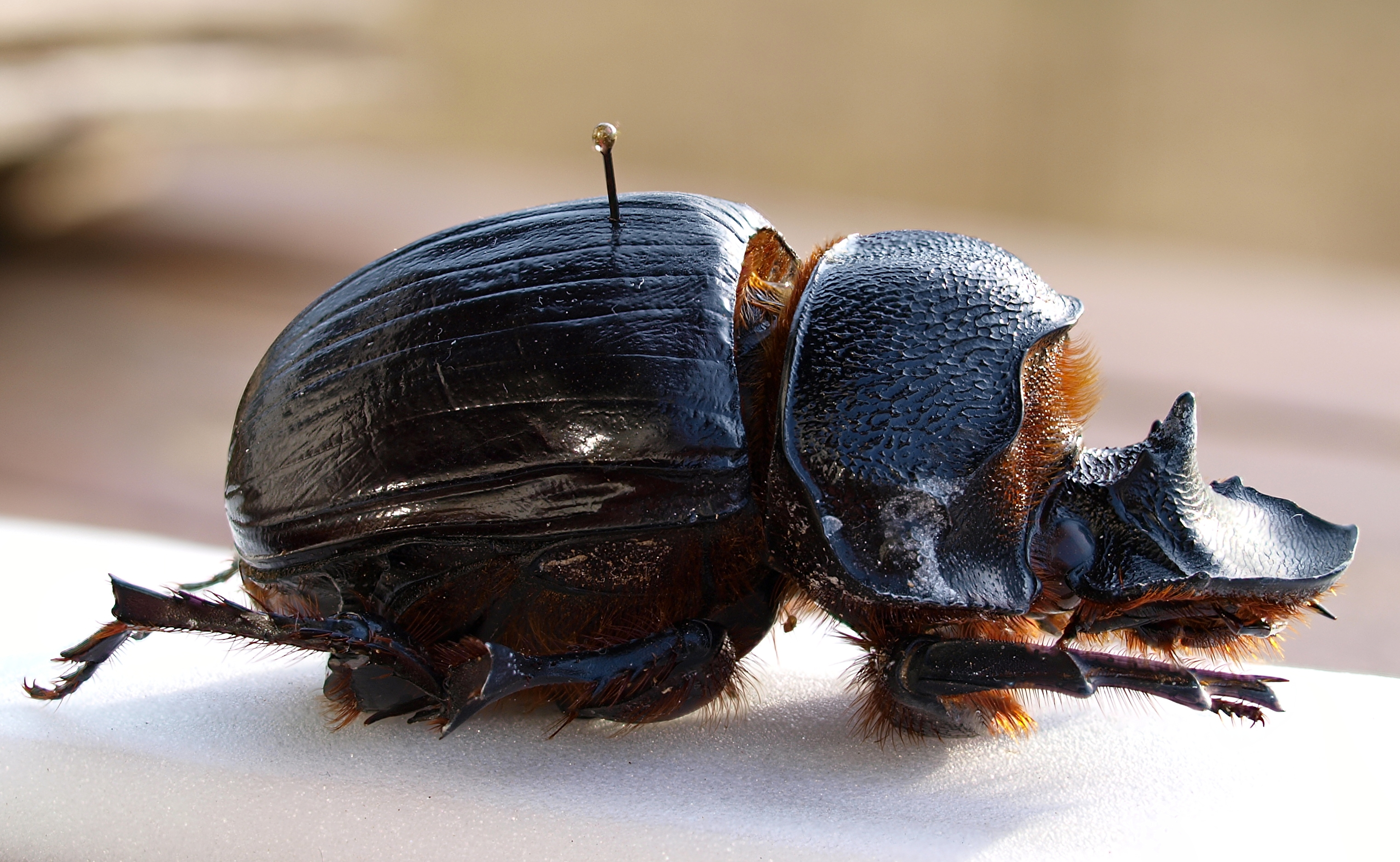
Vue d'une femelle
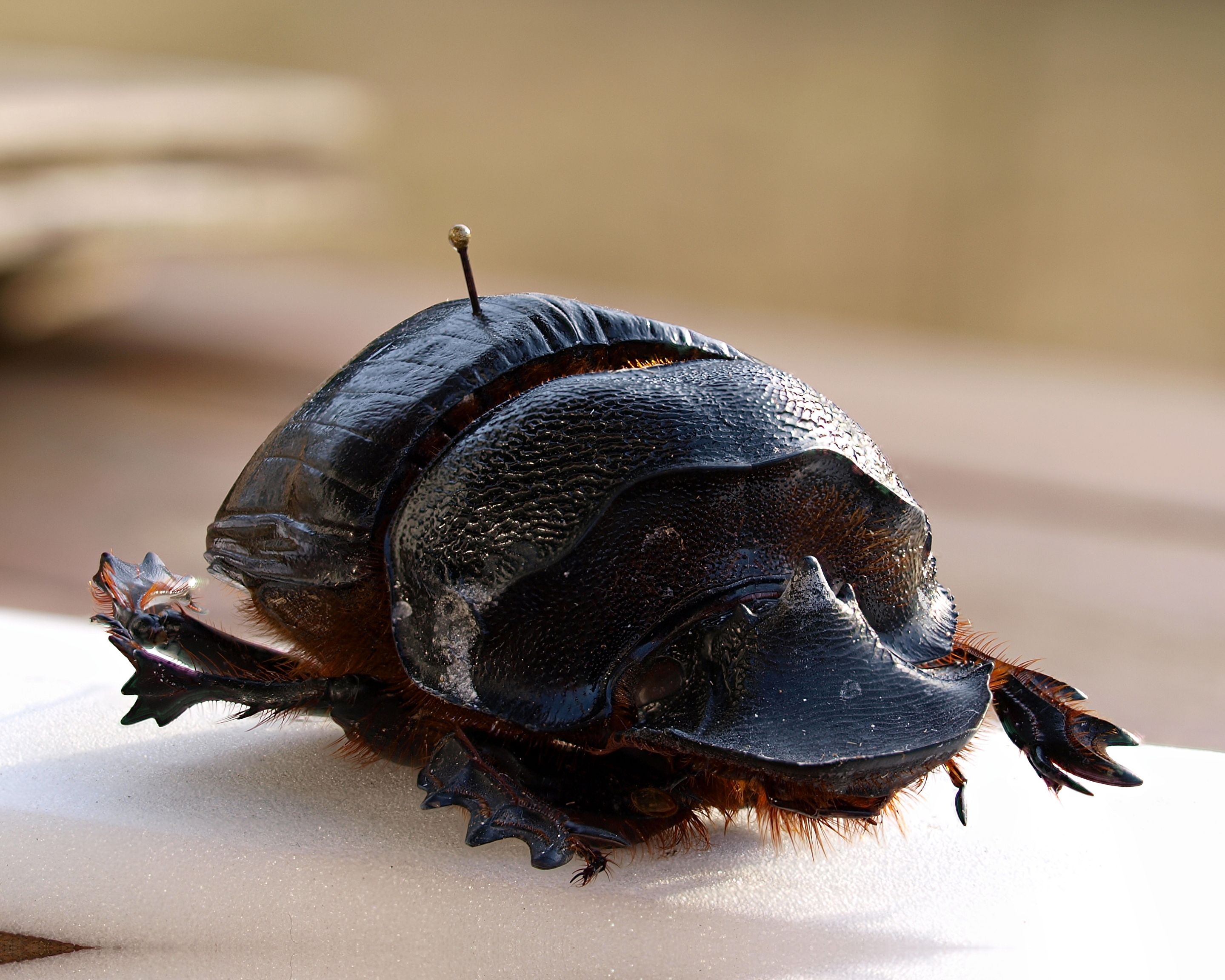
Vue de face d'une femelle
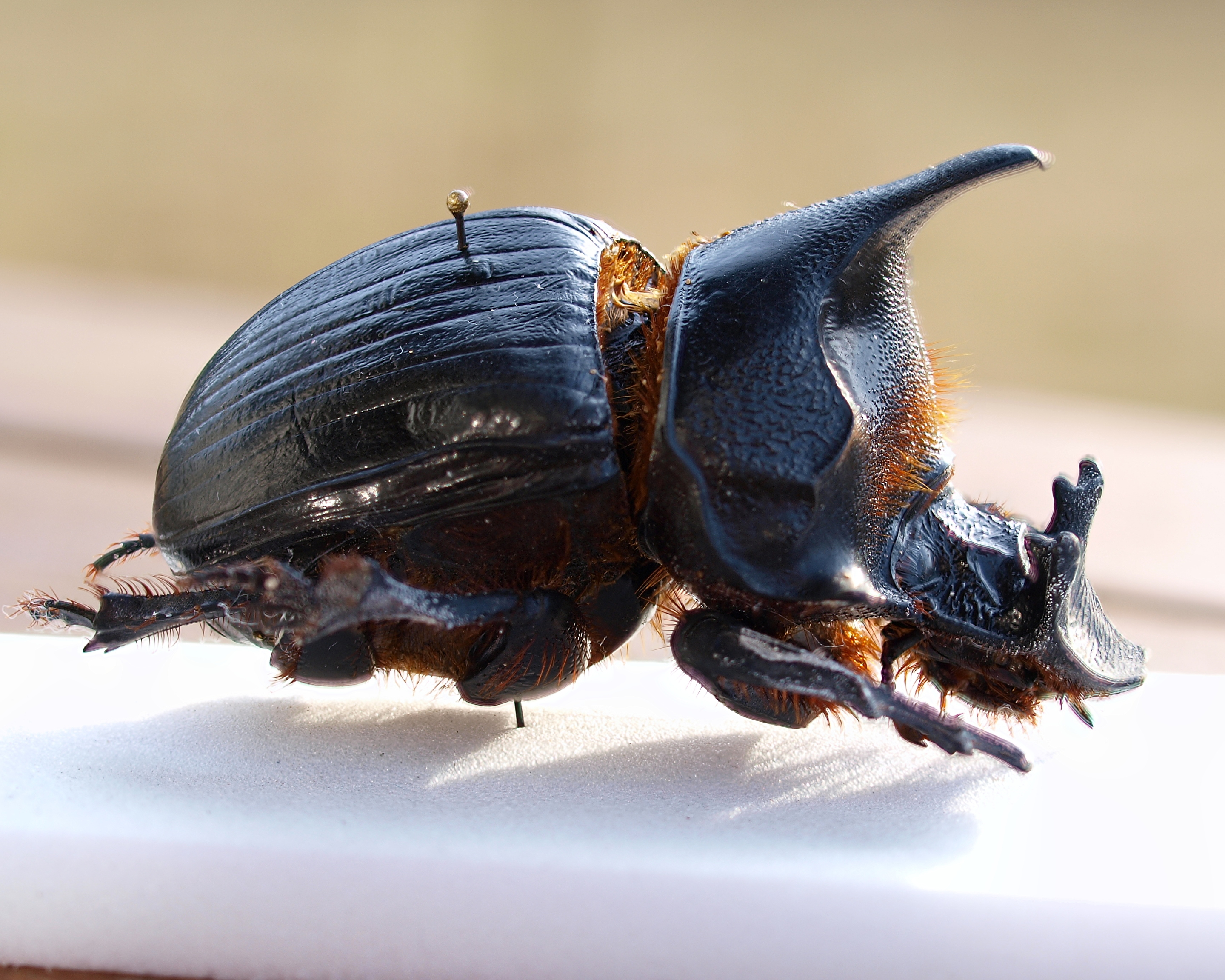
Vue latérale d'un mâle
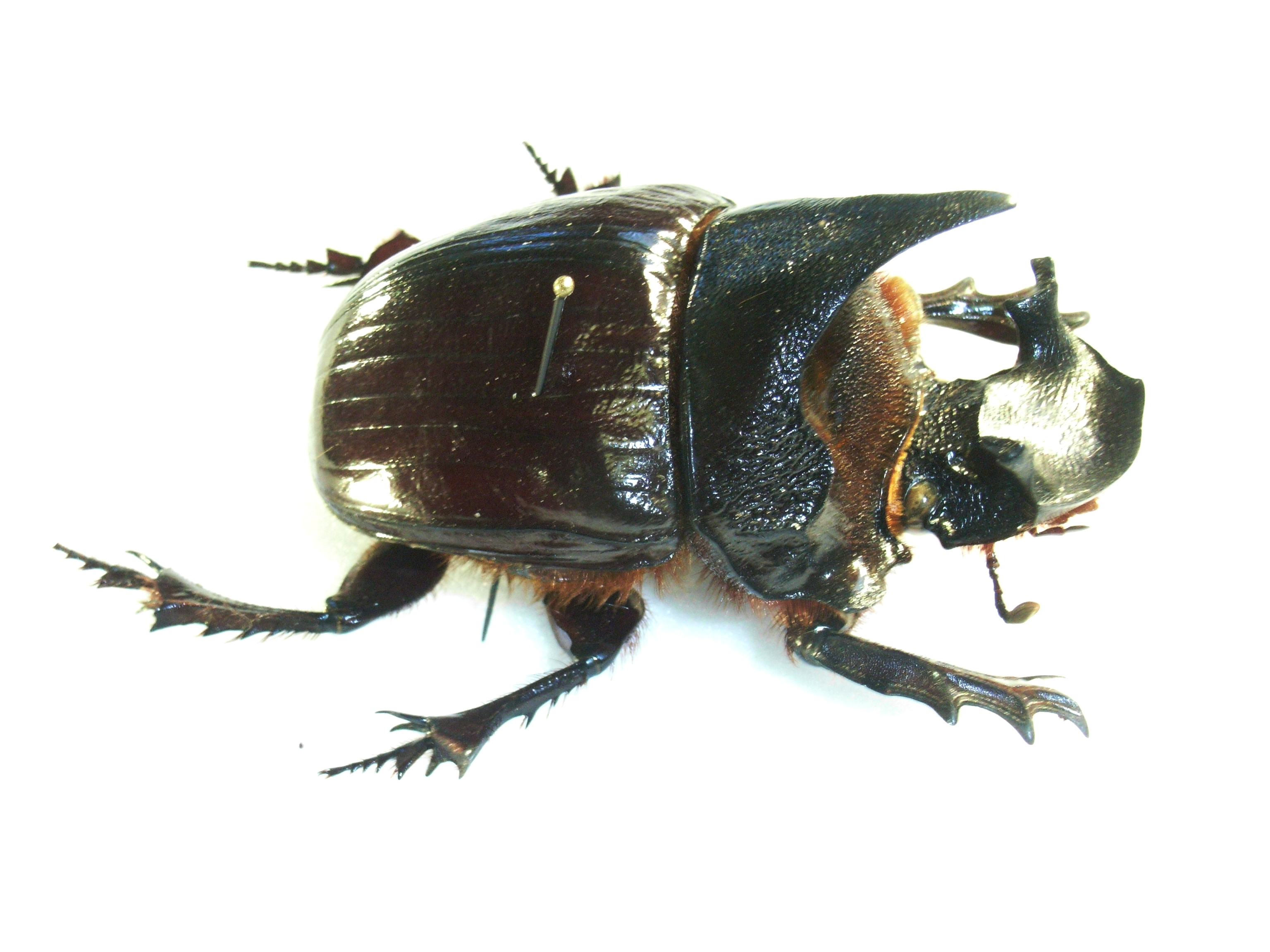
Vue d'un mâle